# Новобалаково
Новобалаково (баш. Яңы Балаҡ) — село в Чекмагушевском районе Республики Башкортостан Российской Федерации. Входит в состав Резяповского сельсовета. 

## География

### Географическое положение
Расстояние до:
- районного центра (Чекмагуш): 29 км,
- центра сельсовета (Резяпово): 3 км,
- ближайшей ж/д станции (Буздяк): 83 км.

## Население
| 2002 | 2009 | 2010 |
| ---- | ---- | ---- |
| 155  | ↘145 | ↘104 |

Национальный состав
Согласно переписи 2002 года, преобладающая национальность — башкиры (80 %).